# Diego Franco
Diego Alejandro Franco Mares (Ciudad de México, México 13 de septiembre de 1992) es un futbolista mexicano que juega de centrocampista en el Stellenbosch F.C. de la Premier Soccer League de Sudáfrica.

## Trayectoria
Hizo su debut profesional en el Clausura 2013, jugando en el club en Cruz Azul, debutando muy joven jugando solamente un partido en ese torneo ya que alternó partidos con el Cruz Azul Hidalgo de la Liga de Ascenso y también tuvo actividad en la Copa MX donde su club ganó derrotando al Club América. Sin embargo, no estuvo en la final.
Luego de que desapareciera el Cruz Azul Hidalgo fue prestado por 2 años al Atlético San Luis de la misma categoría para el Apertura 2014. Hasta el momento ha jugado encuentros de liga y de copa anotando 5 goles, todos ellos en la Copa México. Su participación en el equipo de San Luis siempre ha sido destacada ayudando a su equipo a llegar a la final de ascenso, la misma que perdieron contra Dorados dirigidos por Carlos Bustos.
Después de su paso por Atlético San Luis durante 3 años, llega cedido al conjunto de los belemitas (Belén FC), conjunto de la liga de Costa Rica de la 1.ª división de dicho país, para posteriormente dar el salto a Europa jugando en el CF Salmantino UDS de la Tercera División Española consiguiendo el ascenso a segunda B de dicho país, actualmente se encuentra jugando en Sudáfrica para el equipo University of Pretoria, este es un equipo con mucha tradición e historia que siempre está disputando los puestos de arriba al momento el jugador es referente con el dorsal número 10 siendo el máximo romperredes de su equipo.
Características
Es un jugador muy destacado por su técnica individual, siempre hace gala de su calidad desempeñando diferentes puestos dentro del terreno de juego. Es un jugador rápido, fuerte, habilidoso con el esférico en sus pies y hace que la suma de estas características lo hayan llevado a estar en diferentes selecciones nacionales.

## Clubes
| Club                   | País       | Año         |
| ---------------------- | ---------- | ----------- |
| Cruz Azul              | México     | 2013 - 2014 |
| Atlético San Luis      | México     | 2014 - 2016 |
| C.D. Belén FC          | Costa Rica | 2017        |
| University of Pretoria | Sudáfrica  | 2018–2019   |
| Stellenbosch F.C.      | Sudáfrica  | 2019–       |

## Estadísticas

### Resumen estadístico
| Competencia                | Partidos | Goles |
| -------------------------- | -------- | ----- |
| Primera División de México | 3        | 0     |
| Liga de Ascenso de México  | 6        | 0     |
| Copa México                | 18       | 5     |
| Total                      | 25       | 2     |

## Títulos

### Campeonatos nacionales
| Título                  | Club      | País   | Año  |
| ----------------------- | --------- | ------ | ---- |
| Copa México             | Cruz Azul | México | 2013 |
| Liga MX[cita requerida] | Cruz Azul | México | 2015 |

- Subcampeón Liga MX 2013

- Subcampeón Ascenso MX 2015

- Datos: Q18419533